# Dream On (televisieserie)
Dream On is een Amerikaanse comedyserie. Hiervan werden 120 afleveringen gemaakt die oorspronkelijk van 8 juli 1990 tot en met 27 maart 1996 werden uitgezonden op HBO. Een kenmerkend onderdeel van de serie is het regelmatige gebruik van stukjes uit oude televisieseries in zwart-wit om de emoties en gedachten van hoofdpersonage Martin Tupper uit te drukken.
Dream On won zeventien prijzen, waaronder de Primetime Emmy Award voor beste regie (Betty Thomas in 1993, voor de aflevering 'For Peter's Sake') en die voor beste gastrol in een comedyserie (David Clennon in 1993, voor het spelen van Peter Brewer in 'For Peter's Sake').

## Uitgangspunt
Wanneer zijn vrouw Judith van hem scheidt, wordt dertiger Martin Tupper opeens ongewild een alleenstaande vader met inwonende tienerzoon, Jeremy. Hij is niet van plan alleen te blijven, maar begrijpt weinig van de nieuwe vrouwen die in zijn leven komen. Judith lijkt daarentegen juist een man gevonden te hebben die in werkelijk alles perfect is. Naast de inspanningen die zijn liefdesleven hem kosten, probeert Tupper ondertussen het beste te maken van zijn baan bij een uitgeverij, waar hij dan weer te maken heeft met zijn cynische secretaresse Toby Pedalbee.

## Rolverdeling
*Alleen castleden met verschijningen in 100+ afleveringen vermeld
- Brian Benben - Martin Tupper
- Chris Demetral - Jeremy Tupper
- Denny Dillon - Toby Pedalbee
- Wendie Malick - Judith Tupper Stone
- Dorien Wilson - Eddie Charles